# Fontaine des Neuf Jets
La fontaine des Neuf Jets  (Font dels Nou Raigs en catalan) est un monument public situé à Céret (Pyrénées-Orientales).

## Historique
La fontaine des Neuf Jets est la principale fontaine de la ville. Elle est construite dans du marbre de Céret (Mas Carol) en 1313 sur la place du même nom et remodelée au fil du temps. La première modification est réalisée après l'union des royaumes de Castille et d'Aragon en 1479 par Ferdinand II d'Aragon. Un lion regardant vers ces royaumes et surmontant la fontaine est ajouté. Après le traité des Pyrénées en 1660, la France de Louis XIV procède au retournement vers la France de la tête de ce lion et appose l'inscription «Venite Ceretens, leo factus est gallus» (« Venez Cérétans, le lion s'est fait coq »). L'ouvrage d'abord situé au centre d'une petite place, se trouve excentré lors de l'agrandissement de la Place des Neuf jets. Elle est alors recentrée au XXe siècle. Au cours de ces travaux des éléments appartenant à une autre fontaine antérieure sont retrouvés sous la fontaine des Neuf Jets. Ceux-ci sont désormais assemblés en une autre fontaine située derrière l'église. Au cours de ces travaux de déplacement, la vasque principale circulaire de faible rayon est changée par une vasque en marbre assorti, plus ample et octogonale. La fontaine est classée monument historique en 1910. Décapité lors de la féria 2011, la tête du lion est remplacée en août 2013 et repositionnée dans son orientation initiale vers le royaume d'Aragon .

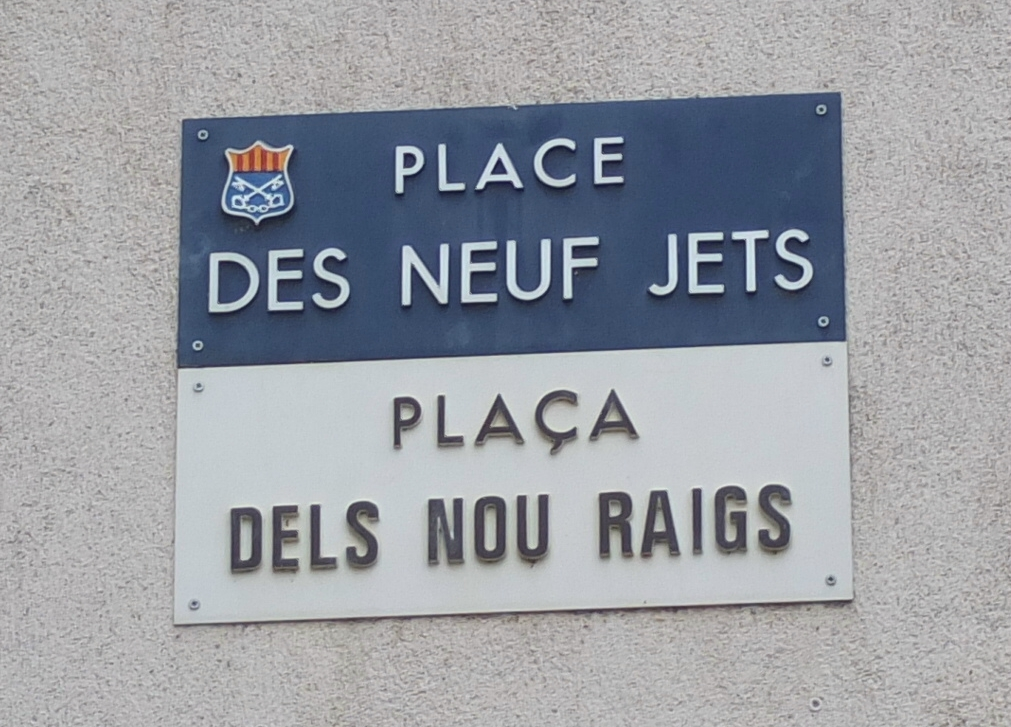
Panneau bilingue de la place des Neuf-Jets
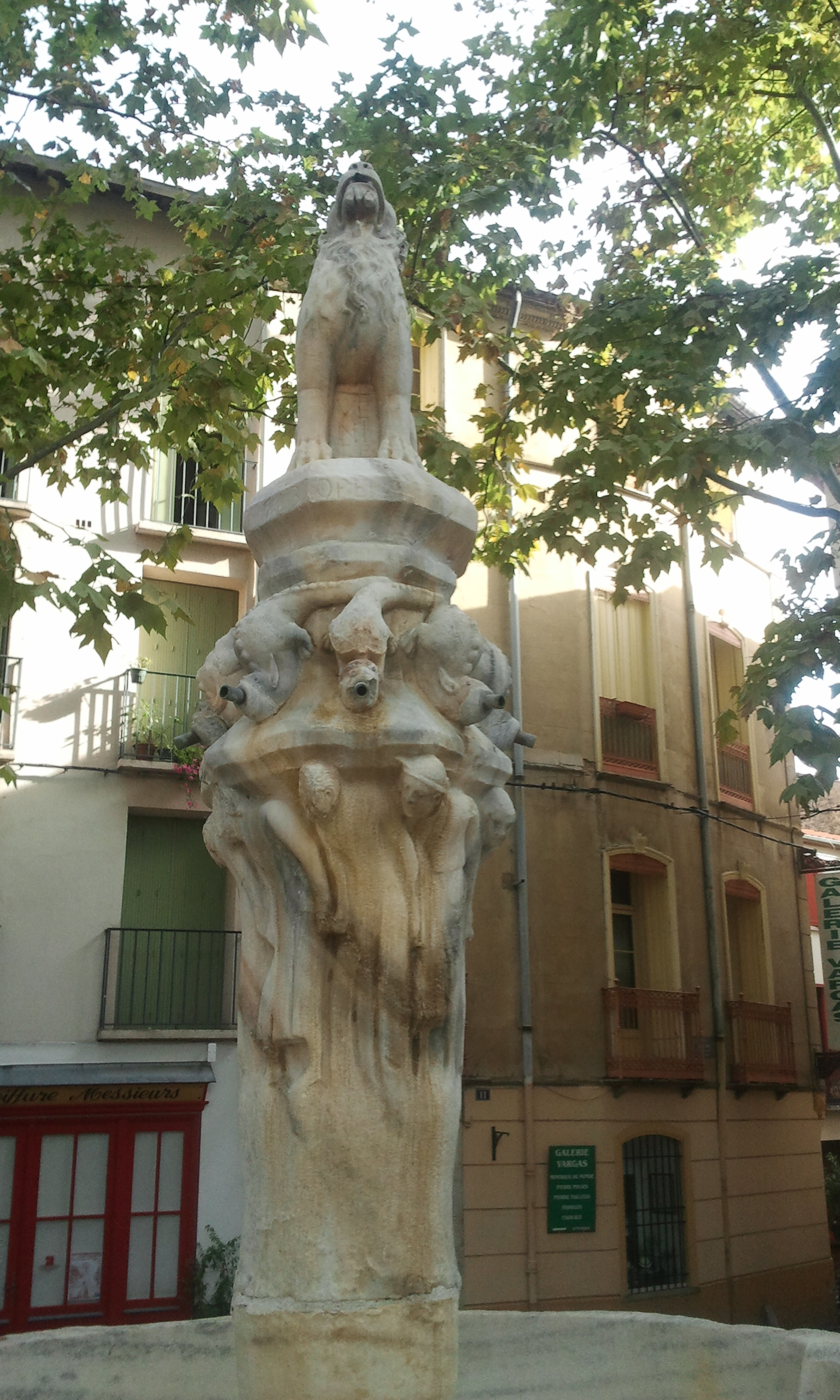
Détail du lion (vu de face).
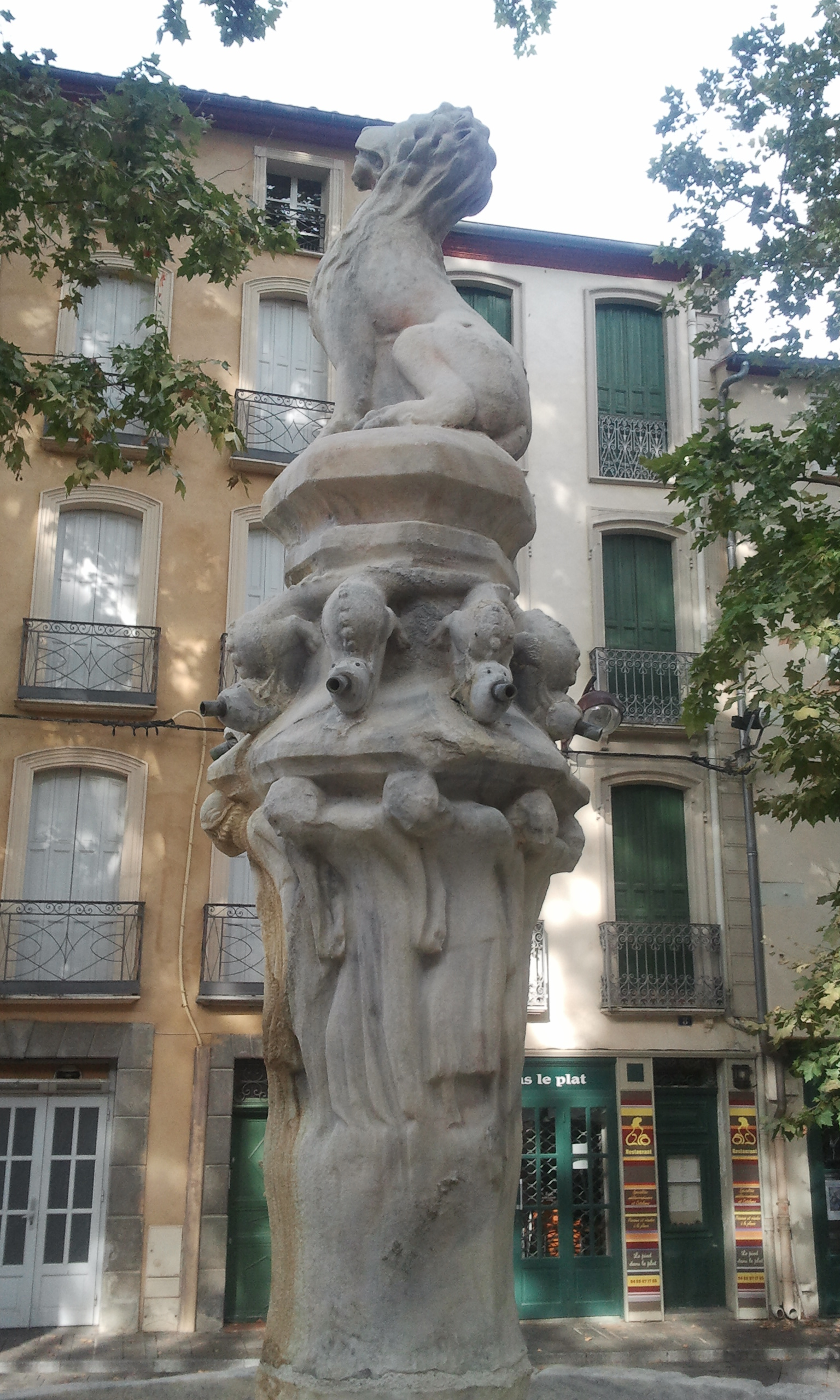
Détail du lion (profil gauche).
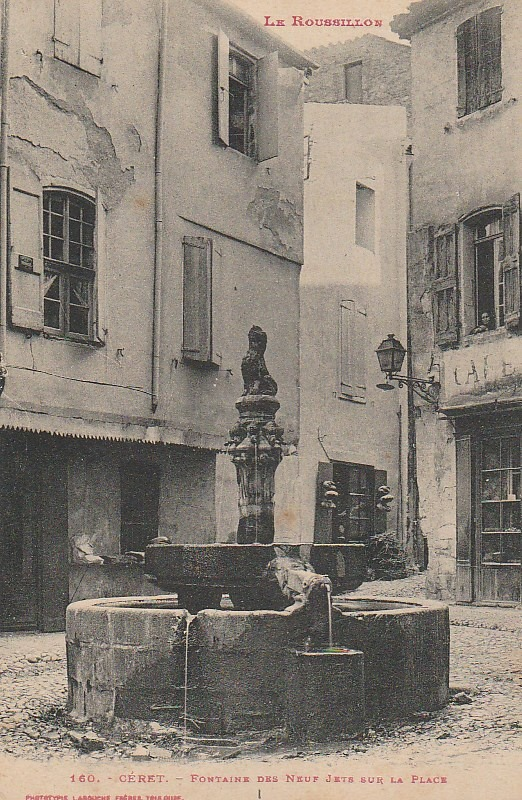
La fontaine au début du XXe siècle.